# غريغ بيرس
غريغ بيرس (بالإنجليزية: Greg Pearce)‏ هو لاعب كرة قدم بريطاني في مركز الدفاع، ولد في 26 مايو 1980 في بولتن في المملكة المتحدة. لعب مع نادي تشيسترفيلد.

## وصلات خارجية
- غريغ بيرس على موقع قاعدة بيانات كرة القدم.إي يو (الإنجليزية)
- غريغ بيرس على موقع Soccerbase.com (لاعب) (الإنجليزية)